# Dirceu Cardoso
Dirceu Cardoso (Miracema, 4 de janeiro de 1913 – Rio de Janeiro, 6 de maio de 2003) foi um advogado, jornalista, professor e político brasileiro com atuação no Espírito Santo.

## Vida política
Filho do jornalista e político Melquíades Cardoso e de Adalgisa Leite Cardoso, seguiu o exemplo de seu pai que fora deputado estadual pelo Rio de Janeiro. Bacharel em Direito pela Universidade Federal do Rio de Janeiro com especialização em Direito Criminal pela Escola Superior de Guerra em 1973, Dirceu Cardoso foi diretor (1934-1952) do Colégio de Muqui, cargo que acumulou com o de Secretário de Educação e Cultura do Espírito Santo em 1947, ano em que foi eleito prefeito de Muqui pela primeira vez. Na imprensa foi diretor e proprietário do jornal O Município.
Sempre no PSD foi eleito deputado estadual em 1950 e 1954 e a seguir prefeito de Muqui em 1958, vencendo também as eleições para deputado federal em 1962 e 1966, neste último caso já filiado ao MDB. Em 1970 disputou um novo mandato, mas ficou na suplência sendo efetivado em 19 de maio de 1971 em razão da morte de Adalberto Nader. Eleito senador em 1974 cumpriu seu mandato na íntegra e a partir de 1980 integrou os quadros do PMDB.
Ao deixar o parlamento foi Secretário de Segurança do governo Gérson Camata (1983-1985) e diretor-presidente da Companhia das Docas do Estado do Espírito Santo (Codesa) durante o governo José Sarney (1985-1990) e a seguir integrou o conselho de administração da Espírito Santo Centrais Elétricas S.A. (Escelsa) de 1990 a 1995. Após sua morte o plenário da Assembleia Legislativa do Espírito Santo foi batizado com o seu nome.